# Popielice
Popielice (Glirinae) – podrodzina ssaków z rodziny popielicowatych (Gliridae).

## Zasięg występowania
Podrodzina obejmuje gatunki występujące w Eurazji.

## Podział systematyczny
Do podrodziny należą następujące występujące współcześnie rodzaje:
- Glirulus O. Thomas, 1906 – popieliczka – jedynym żyjącym współcześnie przedstawicielem jest Glirulus japonicus (Schinz, 1845) – popieliczka japońska
- Glis Brisson, 1762 – popielica

Opisano również rodzaje wymarłe:
- Glirudinus de Bruijn, 1966[16]
- Heteromyoxus Dehm, 1938[21]
- Myoglis Baudelot, 1966[22]
- Stertomys Daams & Freudenthal, 1985[23]